# Vélu
Vélu là một xã ở tỉnh Pas-de-Calais, vùng Hauts-de-France của Pháp.

## Địa lý
Vélu có cự ly khoảng 20 dặm (32,2 km) về phía đông nam Arras, tại giao lộ của các tuyến đường D18 và đường D18E.

## Dân số
| 1962                                                         | 1968 | 1975 | 1982 | 1990 | 1999 | 2006 |
| ------------------------------------------------------------ | ---- | ---- | ---- | ---- | ---- | ---- |
| 183                                                          | 187  | 134  | 138  | 130  | 136  | 132  |
| Số liệu điều tra dân số từ năm 1962: Dân số không tính trùng |      |      |      |      |      |      |

## Địa điểm nổi bật
- Nhà thờ St.Amand, xây lại sau đệ nhất thế chiến.